# Engoulevent à queue en ciseaux
Hydropsalis torquata
Espèce
Synonymes
- Caprimulgus torquatus Gmelin, 1789
(protonyme)
- Caprimulgus brasiliana Gmelin, 1789
- Hydropsalis brasiliana (Gmelin, 1789)

Statut de conservation UICN

 LC  : Préoccupation mineure
L'Engoulevent à queue en ciseaux (Hydropsalis torquata) est une espèce d'oiseaux de la famille des Caprimulgidae.

## Répartition
Cette espèce vit en Argentine, en Bolivie, au Brésil, au Paraguay, au Pérou, au Surinam et en Uruguay.